# 8e régiment (prussien) d'infanterie (Reichswehr)
Pour les articles homonymes, voir 8e régiment.
Le 8e régiment (prussien) d'infanterie est un régiment de la Reichswehr.

## Histoire
Le régiment est formé le 1er janvier 1921 à partir des 9e, 10e, 12e et 30e régiments d'infanterie de la Reichswehr ainsi que des 7e, 9e, 12e, 47e et 58e régiments de tirailleurs de la Reichswehr  de l'armée de transition. Le 29 mai 1922, le régiment reçoit la désignation provinciale « prussien » en plus de son nom.
Au cours de l'expansion de la Reichswehr, le régiment est divisé en 1934 dans la première vague de formation et forme le régiment d'infanterie de Francfort (Oder) et le régiment d'infanterie de Görlitz.

### Garnisons
- Francfort-sur-l'Oder : Quartier général régimentaire, 1er bataillon et 13e compagnie (MW)
- Liegnitz : 2e bataillon avec état-major, 7e et 8e compagnies
- Glogau : 5e et 6e compagnies
- Görlitz 3e bataillon avec état-major
- Lübben : bataillon d'entraînement

### Commandants
| Nr. | Nom                                                                | Début            | Fin               |
| --- | ------------------------------------------------------------------ | ---------------- | ----------------- |
| 1.  | Oberst Ernst von Forstner (de)                                     | 1er janvier 1921 | 5 juin 1922       |
| 2.  | Oberst/Generalmajor Friedrich von Esebeck                          | 6 juin 1922      | 31 janvier 1925   |
| 3.  | Oberst von Steffen                                                 | 1er février 1925 | 31 janvier 1926   |
| 4.  | Oberst/Generalmajor Max von Schenckendorff                         | 1er janvier 1926 | 31 décembre 1928  |
| 5.  | Oberst Hans Petri                                                  | 1er janvier 1929 | 30 septembre 1931 |
| 6.  | Oberst Erwin von Witzleben                                         | 1er octobre 1931 | 30 septembre 1933 |
| 7.  | Oberst Hugo Sperrle                                                | 1er octobre 1933 | 28 février 1934   |
| 8.  | Oberstleutnant/Oberst/Generalmajor Walter von Brockdorff-Ahlefeldt | 1er mars 1935    | 28 février 1938   |

## Organisation

### Affiliation
Le régiment est subordonné au 3e commandant d'infanterie de la 3e division à Potsdam.

### Structure
En plus de l'état-major du régiment, le régiment se compose d'un escadron des transmissions
1er bataillon avec quartier général et escadron des transmissions, issu du 10e régiment d'infanterie de la Reichswehr,
2e bataillon avec quartier général et escadron des transmissions, issu des 7e, 9e, 12e, 47e et 58e régiments de tirailleurs de la Reichswehr,
3e bataillon avec quartier général et escadron des transmissions, issu des 12e et 30e régiments d'infanterie de la Reichswehr 12 et 30,
Bataillon supplémentaire, à partir du 23 mars 1921 Bataillon d'entraînement, issu du 9e régiment d'infanterie de la Reichswehr.
Chaque bataillon de campagne est divisé en trois compagnies, chacune avec trois officiers et 161 sous-officiers et hommes (3/161) et une compagnie de mitrailleuses (4/126). Au total, un bataillon est composé de 18 officiers et fonctionnaires (dont des médecins) et de 658 hommes.

## Armement et équipement

### Armement principal
Les tirailleurs sont armés de la carabine K98a. Chaque peloton possède une mitrailleuse légère 08/15.
Dans chacune des compagnies MG, le 1er peloton est composé de trois groupes avec trois mitrailleuses lourdes MG 08 sur affût, tiré par quatre chevaux, et les 2e au 4e pelotons sont composés de trois groupes avec trois mitrailleuses lourdes MG 08 sur affût, tiré par deux chevaux.
Les armes les plus lourdes du régiment sont les mortiers de la 13e compagnie. Le 1er peloton est équipé de deux lanceurs moyens de 17 cm, tirés par quatre chevaux, les 2e et 3e pelotons avec trois lanceurs légers de 7,6 cm, entraînés par paires.

## Divers

### Reprise de la tradition
Le régiment reprend la tradition des anciens régiments en 1921.
- 1re compagnie : 8e régiment de grenadiers
- 2e compagnie : 12e régiment de grenadiers.
- 3e compagnie : 48e régiment d'infanterie (pl)
- 4e compagnie : 52e régiment d'infanterie (pl)
- 5e compagnie : 47e régiment d'infanterie
- 6e compagnie : 58e régiment d'infanterie (pl)
- 7e et 8e compagnies : 7e régiment de grenadiers
- 9e compagnie : 4e régiment de grenadiers de la Garde
- 10e compagnie : 6e régiment de grenadiers
- 11e compagnie : 19e régiment d'infanterie (de)
- 12e compagnie : 2e régiment de grenadiers de la Garde
- 14e compagnie : 37e régiment de fusiliers
- 15e compagnie : 98e régiment d'infanterie
- 16e compagnie : 3e bataillon de chasseurs à pied (de)

Le régiment reprend la tradition de la troupe de protection du Cameroun en 1926